# Сыгыннах
Сыгыннах (якут.  ) — село в Намском улусе Якутии России. Административный центр и единственный населённый пункт Арбынского наслега. Население — 232 чел. (2021), большинство — якуты .

## География
Село расположено в пределах Центрально-Якутской равнины, на левом берегу долины реки Алдан.
Географическое положение
Расстояние до улусного центра — село Намцы — 90 км..
Климат
Средняя температура января −42 °C, июля +17…+18 °С. Осадков выпадает около 200—250 мм в год.

## История
Согласно Закону Республики Саха (Якутия) от 30 ноября 2004 года N 173-З N 353-III село возглавило образованное муниципальное образование Арбынский наслег.

## Население
| 2002 | 2010 | 2012 | 2013 | 2014 | 2015 | 2016 | 2017 | 2018 | 2019 | 2020 |
| ---- | ---- | ---- | ---- | ---- | ---- | ---- | ---- | ---- | ---- | ---- |
| 270  | ↘268 | ↘258 | ↘256 | ↘255 | ↘247 | ↘235 | ↗239 | ↘233 | ↗237 | ↘227 |
| 2021 |      |      |      |      |      |      |      |      |      |      |
| ↗232 |      |      |      |      |      |      |      |      |      |      |

Национальный состав
Согласно результатам переписи 2002 года, в национальной структуре населения якуты составляли 98 % от общей численности населения в 270 чел..

## Инфраструктура
Животноводство (мясо-молочное скотоводство, мясное табунное коневодство).
Клуб, неполная средняя общеобразовательная школа, учреждения здравоохранения и торговли.

## Транспорт
Автомобильный транспорт.